# Стонущая Лиза
«Moaning Lisa» (с англ. — «Стонущая Лиза») — шестая серия первого сезона мультсериала «Симпсоны». Впервые вышла 11 февраля 1990 года на телеканале «Fox». Название эпизода является игрой слов, отсылающей к знаменитому джазовому стандарту Moanin' и картине Леонардо да Винчи «Мона Лиза» (англ. Mona Lisa). В переводе на русский язык встречается также название «Бедная Лиза», являющееся в свою очередь отсылкой к повести Карамзина.

## Сюжет
У Лизы плохое настроение. Утром она долго и печально смотрит в зеркало, а во время завтрака отказывается от еды. Во время урока музыки она начинает импровизировать, а не следовать нотам патриотической песни, и учитель музыки мистер Ларго читает ей нотацию. В столовой в неё бросают еду, на уроке физкультуры — мячи. Лиза говорит, что ей слишком грустно, чтобы играть в мяч и директор Скиннер пишет записку родителям, о том что она не хочет заниматься физкультурой. Они пытаются проявить заботу, но это не помогает Лизе успокоиться, она думает о смысле жизни и своём месте в мире.
Тем временем Гомер и Барт увлечены видеоигрой — симулятором боксёрского ринга «Super Slugfest», в котором Барт всегда побеждает, а его отца это злит. Он кричит на Лизу, играющую на саксофоне, и ей становится ещё хуже (она начинает плакать). Внезапно, когда ночью все спали, девочка слышит звуки другого саксофона и уходит из дома в его поисках. Ночью Мардж и Гомер видят сны — Мардж вспоминает детство, в котором она тоже не всегда была счастлива, но была вынуждена улыбаться, а Гомер видит кошмар, в котором он дерётся с Бартом.
В это время Лиза находит таинственного музыканта и заговаривает с ним. Его зовут Мерфи Кровавые Дёсны и он предлагает ей поиграть вместе. Они импровизируют на мосту, пока обеспокоенная Мардж не находит и не увозит дочь. Мерфи успевает пригласить её в клуб под названием «Нора джаза», где он играет. Мардж советует дочке быть самой собой и не улыбаться через силу. Лизе нравится такой подход и внезапно её грусть проходит.
Гомер находит в зале видеоигр Хоуи, маленького специалиста по боксёрским играм, и берёт у него несколько уроков. В очередной вечер игры с Бартом он показывает всё, чему научился. Вот уже близка первая победа Гомера над сыном, но в это время Мардж выдёргивает шнур питания приставки из розетки. Вся семья идёт в джаз-клуб, где Мерфи поёт их совместную с Лизой песню.

## Музыка
- Песня «Moanin' Lisa Blues» в варианте, несколько отличающемся от звучащего в этой серии, вошла в сборник «Симпсоны поют блюз» («The Simpsons Sing the Blues»).